# Otto Haberer
Pour les articles homonymes, voir Haberer.
Otto Haberer-Sinner, né le 17 juin 1866 à Louisbourg (royaume de Wurtemberg), et décédé le 17 mars 1941 à Zurich, est un artiste peintre et décorateur suisse, originaire de Muri, dans le canton de Berne.

## Biographie
Établi à Zurich en 1891, il devint un spécialiste réputé dans l’art des fresques et de la décoration des bâtiments. Otto Haberer a décoré de nombreux hôtels et églises en Suisse romande, en Suisse alémanique et dans le canton des Grisons. Il a également travaillé en Allemagne, en Autriche et en Espagne. Ses œuvres se caractérisent par des ornements architecturaux complexes avec des éléments floraux finement exécutés et des personnages inspirés des maîtres baroques.

## Œuvres

### Œuvres monumentales

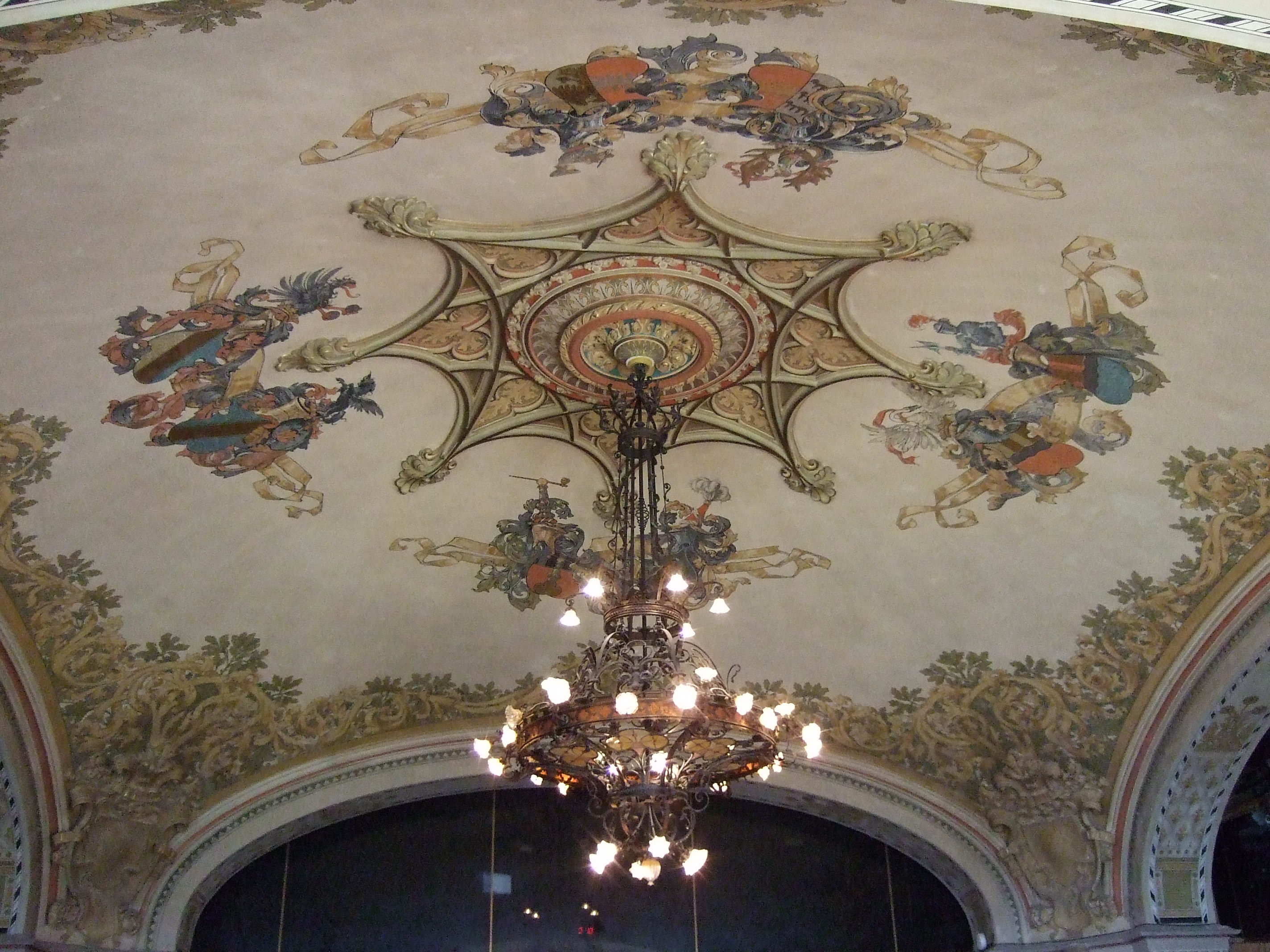
Plafond du Grand Hall du Caux-Palace (1902).

Parmi ses œuvres les plus notables se trouvent l'hôtel Victoria-Jungfrau (salle de la brasserie restaurée en 2001) et l'hôtel Schweizerhof, à Interlaken, les hôtels Bellevue et Schweizerhof, à Berne, l'hôtel Beau-Rivage Palace, à Lausanne, le Grand Hôtel de Caux et le Caux-Palace (plafond et décors muraux restaurés en 2007 et 2008), le Carlton de Madrid, l'église réformée Saint-Paul de Berne (de), l'église de Heitenried et l’église catholique Notre-Dame de Vevey.
Il est considéré comme un représentant tardif de l’académisme munichois ou comme un représentant du mouvement Arts décoratifs.

### Peintures
En décembre 2003, les neveux et nièces du peintre ont fait don au Service des monuments historiques du canton de Berne de plus d'une centaine de projets d'aquarelles de grand format issues de projets et esquisses pour des décorations de bâtiments.

## Sources
- Tapan Bhattacharya, « Haberer, Otto » dans le Dictionnaire historique de la Suisse en ligne, version du 15 août 2006.